# 帕索德卡拉斯科
34°52′17″S 56°1′38″W / 34.87139°S 56.02722°W
帕索德卡拉斯科（西班牙語：Paso Carrasco），是烏拉圭的城鎮，位於該國南部，由卡內洛內斯省負責管轄，距離蒙得維的亞15公里，海拔高度10米，2011年該鎮人口15,908。